# Emmanuel Mounier
Emmanuel Mounier (Grenoble, 1. svibnja 1905. – Châtenay-Malabry, 22. ožujka 1950.) bio je francuski filozof i katolički teolog.

## Životopis
Godidne 1924. započeo je studij medicine, a zatim se posvetio filozofiji. Studirao je u Grenobleu, a onda na Sorbonni. Nakon što se razočarao sveučilišnom filozofijom počeo je izgrađivati vlastiti pristup.
Godine 1932. u Parizu osniva časopisa personalističkog pokreta „Esprit”. Do 1939. godine je predavao u gimnaziji u Bruxellesu.
Godine 1942. proveo je nekoliko mjeseci u zatvoru zbog sudjelovanja u pokretu otpora. Vraća se 1945. u Pariz gdje oživljava časopis „Esprit”.

## Djela
- „Misao Charlesa Péguyja” (La pensée de Charles Péguy; 1931.)
- „Personalistička i komunitarna revolucija” (Révolution personnaliste et communautaire; 1934.)
- „Manifest u službi personalizma” (Manifeste au service du personnalisme; 1936.)
- „Kršćansko suočenje” (L’affrontement chrétien; 1944.)
- „Što je personalizam?” (Qu’est-ce que le personnalisme?; 1947.)
- „Kršćanski svijet na zalasku” (Feu la Chrétienté; 1950.)

Na hrvatski su mu prevedena djela „Angažirana vjera” (1972.) i „Pisma o boli. Pogled na misterij patnje” (2006.).

### Članci
- Čulo, Ivan. 2017. Recepcija Emmanuela Mouniera u Hrvatskoj i bivšoj Jugoslaviji do 1965. godine. Nova prisutnost. Kršćanski akademski krug. Zagreb. 15 (1): 5–28